# Calamus ulur
Calamus ulur är en enhjärtbladig växtart som beskrevs av Odoardo Beccari. Calamus ulur ingår i släktet Calamus och familjen Arecaceae. Inga underarter finns listade i Catalogue of Life.